# پاییز

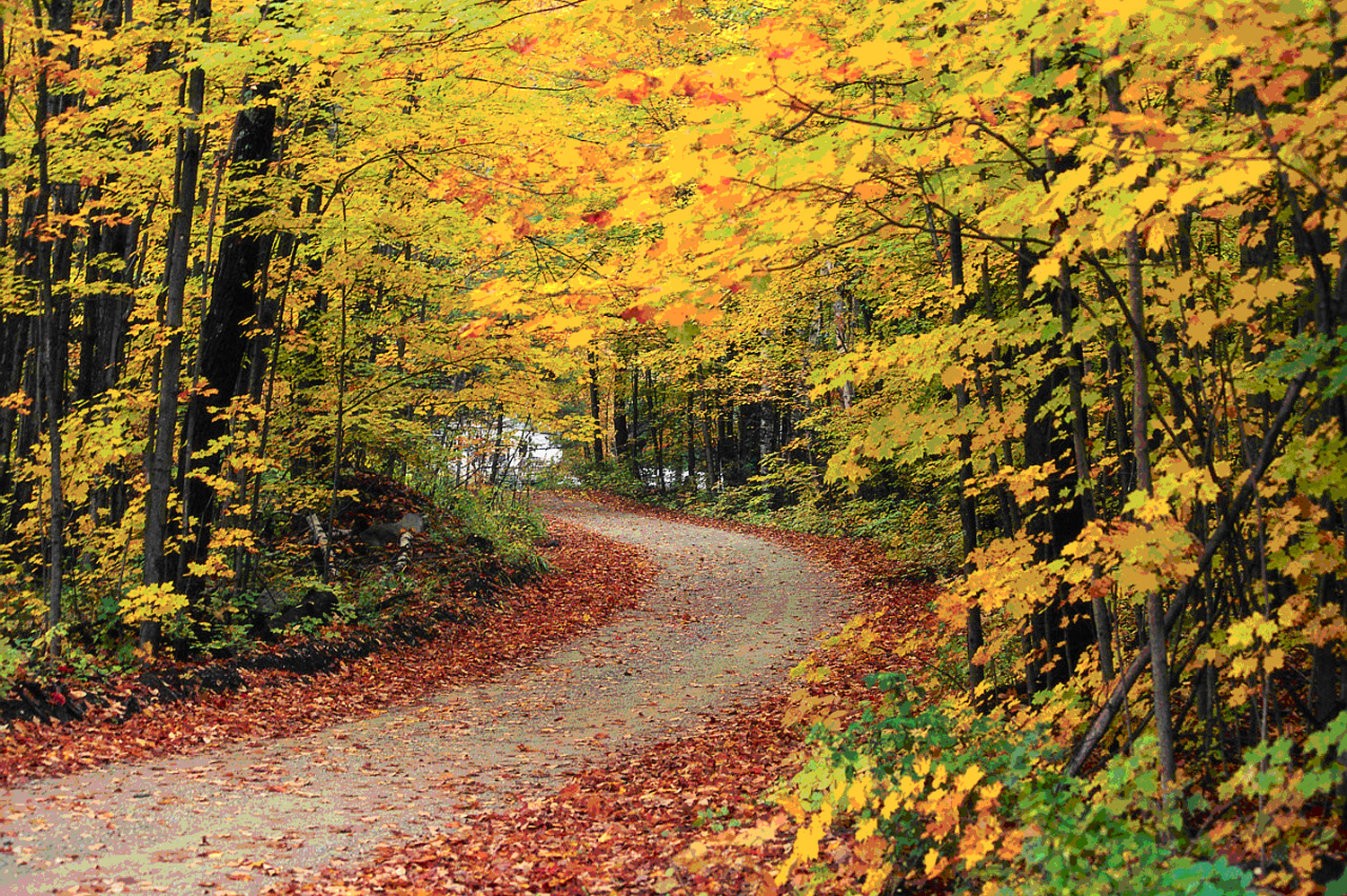
در پاییز، رنگِ برگ درختان تغییر می‌کند.

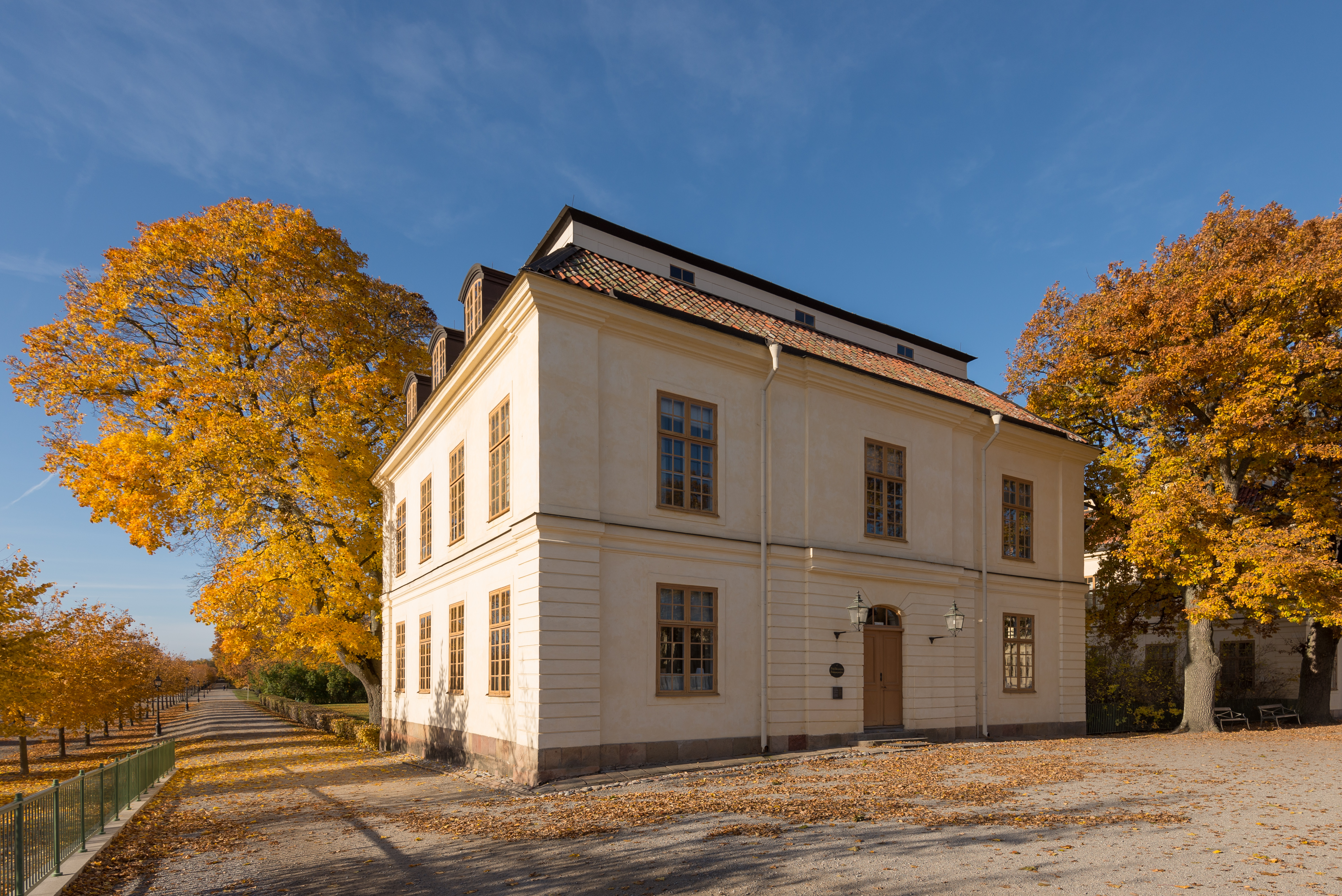
نگاره‌ای از پاویون اختصاصی ملکهٔ سوئد در کاخ دروت‌نینگ‌هولم در فصل پاییز.

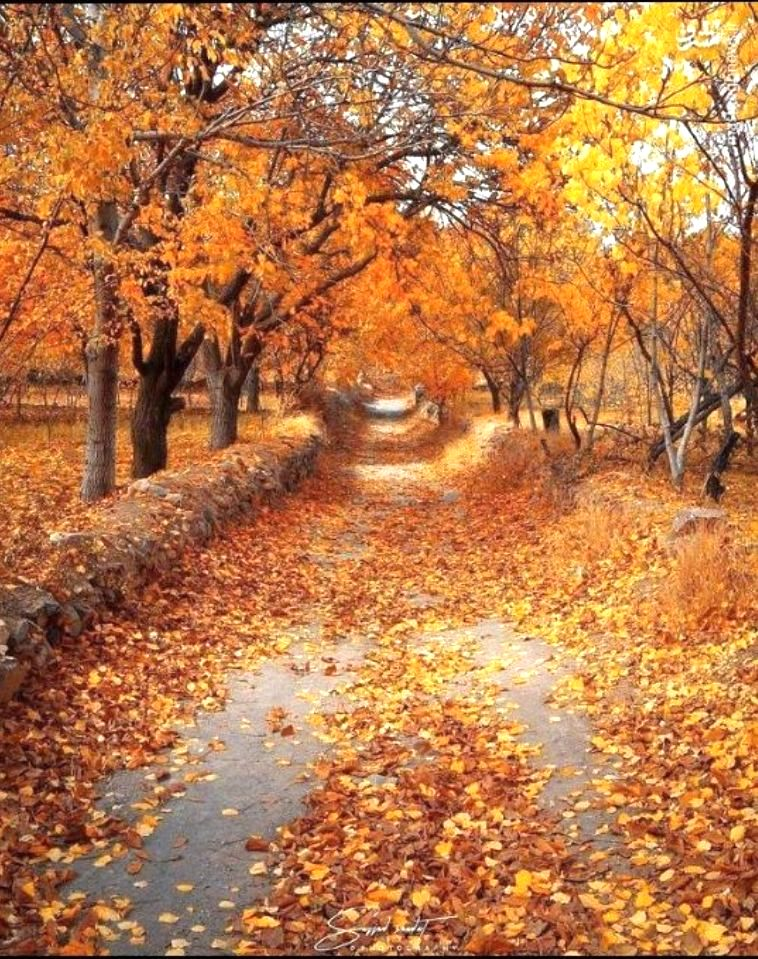
منظره‌ای پاییزی.

پاییز یا خَزان (در فارسی تاجیکستان تیرَه‌ماه) یکی از چهار فصل اقلیم معتدل است. در نیم‌کرهٔ شمالی با برج‌های میزان، عقرب و قوس؛ ماه‌های مهر، آبان و آذر برابر است.
پاییز از نظر ستاره‌شناختی بین دو نقطهٔ اعتدال پاییزی و انقلاب زمستانی است. از نظر گاه‌شماری خورشیدی، در روز یکم مهر آغاز می‌شود و تا پایان آذر ادامه می‌یابد.
بر پایهٔ تقویم میلادی فصل پاییز در اصل در نیمکره شمالی جهان در حدود ۲۳ سپتامبر (۱ مهر) و در نیمکره جنوبی پیرامون ۲۱ مارس (۱ فروردین) آغاز می‌شود. زمان پایان آن در نیمکره شمالی ۲۱ دسامبر (۳۰ آذر) و در نیمکره جنوبی ۲۱ ژوئن (۳۱ خرداد) است.
به هنگام پاییز بسیاری از انواع گیاهان برگ‌های خود را از دست می‌دهند و به‌اصطلاح خزان می‌کنند. دمای هوا نیز در فصل پاییز تا اندازهٔ زیادی پایین‌تر از تابستان است.
در پاییز، روزها کوتاه‌تر و شب‌ها طولانی‌تر می‌شوند. در بخش‌هائی از جهان در این فصل میزان بارش زیادتر می‌شود.
کلمه انگلیسی autumn (پائیز) از کلمه فرانسوی "automne" گرفته شده‌است و استفاده از آن برای نام این فصل از قرن شانزدهم میلادی رایج شد.
نام fall هم که در آمریکای شمالی برای این فصل استفاده می‌شود احتمالاً از عبارت fall of the leaves (برگ ریزان) گرفته و خلاصه شده‌است.
واژه پادیز (پادێز pādēz) در پارسی میانه به معنی پاییز بوده که آن را به زمستان یا خرمن مربوط دانسته‌اند. این واژه به چم گردآوری و جمع کردن است که اوستایی آن چنین است:
Paitidaeza. احتمالاً به این خاطر به معنای گردآوری و جمع کردن آمده‌است که واپسین فرصت اندوختن آذوقه پیش از فرارسیدن زمستان است یا اینکه واپسین فرصت جمع‌آوری خرمن است، چون آخرین خرمن‌های کشاورزان در پاییز گردآوری می‌شود.
روز اعتدال پاییزی را در ایران از دیرباز جشن می‌گرفته‌اند. این جشن که در روز مهر از ماه مهر برگزار می‌شود جشن مهرگان نام دارد.
پاییز همانند بهار پل میان تابستان و زمستان می‌باشد.

## فعالیت‌ها

### گردشگری
در مناطق جنگلی طبیعی یا مصنوعی یا هرمکانی که برگ‌ریزان گسترده رخ دهد گردشگران از سراسر جهان برای دیدن آن می‌آیند و می‌تواند سود بسیار زیادی برای شرکت‌های گردشگری یا مردم محلی داشته‌باشد.

### بازگشت به مدرسه
به‌دلیل بازگشایی مدرسه‌ها و دانشگاه‌ها در این فصل، تخفیف‌ها و تنوع بیشتری از کالاهای موردنیاز دانش‌آموزان و دانشجویان (به‌ویژه نوشت‌افزار) وجود دارد.
در ادبیات ایران، اشاره‌های فراوانی به پاییز شده‌است. مولوی، حافظ، و سعدی از جمله شاعران کلاسیک پارسی هستند که خزان را در تقابل با بهار به تصویر می‌کشند. مولوی خزان را نابودکننده زیبایی‌ها و نیست‌کننده برگ‌ها می‌داند. به گفته وی:
| در خزان آن صدهزاران شاخ و برگ |  | در هزیمت رفته در دریای مرگ |

فروغ فرخ‌زاد، شهریار نیز در شعر خود، پاییز را فصل اندوه و مرگ می‌دانند.
مهدی اخوان ثالث در شعری با عنوان باغ من در مجموعه‌شعر زمستان، پاییز را «پادشاه فصل‌ها» نامیده‌است.

## در ادبیات
به دلیل لطافت رنگ‌ها و گوناگونی آن‌ها، و نیز اهمیت فصل پاییز به عنوان مرحلهٔ گذار از تابستان گرم به زمستان سرد، پاییز همواره الهام‌بخش هنرمندان، شاعران، و ادیبان بوده‌است پاییز فصلی است که در آن برگ‌های درختان به زردی می‌گرایند؛ اما بعضی از برگ‌ها هم در راه زرد شدن گاه قرمز و قهوه ای می‌شوند. پاییز همان فصلی است که در آن برگ درختان می‌ریزند و در زیر پای رهگذران بی‌تفاوت خش خش می‌کنند. پاییز شاید همان فصل غفلت است و رخوت شاید هم نه فصل هوشیاری و تدبر است؛ چه فرقی می‌کند که در پاییز خواب باشی یا بیدار مهم آن است که پاییز کار خودش را می‌کند. به دقت و حوصله دست به کار آراستن می‌شود؛ آراستن درخت‌ها، شهرها، باغ‌ها و زمین به زرد و سرخ و قهوه ای برگ‌ها؛ به قطرات گاه نم نم و گاه شر شر باران و به باد که می‌وزد. پاییز همان فصل دل‌انگیزی است که گاه رؤیایی اش می خواننددر پاییز خرمالوها می‌رسد و لیمو شیرین و پرتقال و انار به بازار می‌آید. بعضی وقتی‌ها مادرم انارها را دان می‌کند و به آنها گلپر و نمک می‌زند و در کاسه‌های کوچک می‌ریزد و به ما می‌دهد که من خیلی خوشم می‌آید. در پاییز لبو فروش‌ها در روی گاری‌های قدیمی لبوهای شیرین و قرمز می‌پزند و به ما می‌فروشند من گاهی با دوست‌هایم از آنها لبو داغ میرخر مو در راه رفتن به خانه با هم می‌خوریم که خیلی کیف دارد و فصل پاییز یعنی مهر، آبان، آذر، فصلی رنگارنگ و زیبا، فصلی از سال که باحال و هوای درس و مدرسه است فصل پاییز به دلیل لطافت رنگ‌ها و گوناگونی آن‌ها، و نیز اهمیت فصل پاییز به عنوان مرحلهٔ گذار از تابستان گرم به زمستان سرد، پاییز همواره الهام‌بخش هنرمندان، شاعران، و ادیبان بوده‌است: با تمام شدن تابستان فصل پاییز کم‌کم از راه می‌رسد. روزهای شروع پاییز با آغاز مدرسه‌ها همراه است. در پاییز وقتی صبح زود از خواب بیدار می‌شویم یک نسیم ملایم در فضا پیچیده‌است. در مدرسه بوی نارنگی در زنگ تفریح، ما را به یاد فصل زیبای پاییز می‌اندازد. انگار در این فصل به درختان رنگ نارنجی زده‌اند. برگ‌های خشک درختان مانند باران به سر ما می‌ریزد. هیجان قدم زدن روی برگ‌های خشک پاییزی و صدای خرد شدن آن‌ها انگار گوش ما را نوازش می‌کنند فصل صدای بازی بچه‌ها بیشتر فضای پارک‌های شهر را پر می‌کند و ما با تماشای اینقدر زیبایی در پاییز لذت می‌بریم. قدم زدن به همراه خانواده یکی از تفریحات ارزان این فصل است پاییز یا خَزان یکی از چهار فصل اقلیم معتدل است. در نیم‌کرهٔ شمالی با برج‌های میزان، عقرب و قوس؛ ماه‌های مهر، آبان و آذر برابر است. پاییز از نظر ستاره‌شناختی بین دو نقطهٔ اعتدال پاییزی و انقلاب زمستانی است. از نظر گاه‌شماری هجری خورشیدی، در روز یکم مهر آغاز می‌شود و تا پایان آذر ادامه می‌یابد.

## نگاره

برگ درختان در پاییز
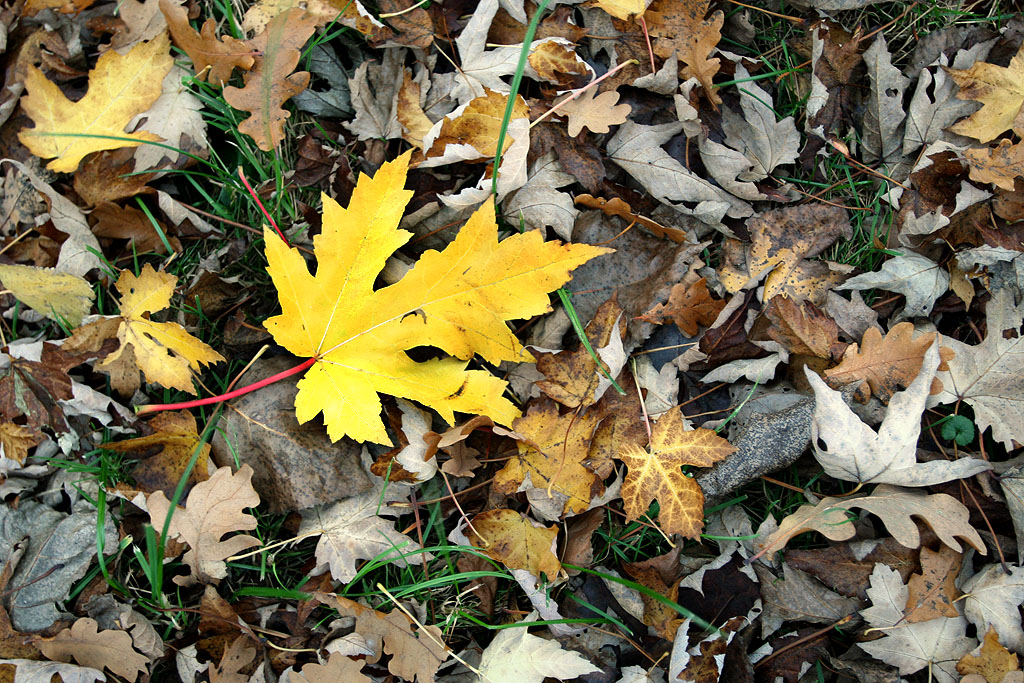
برگ زرد و برگ‌های خشک درختان در پاییز
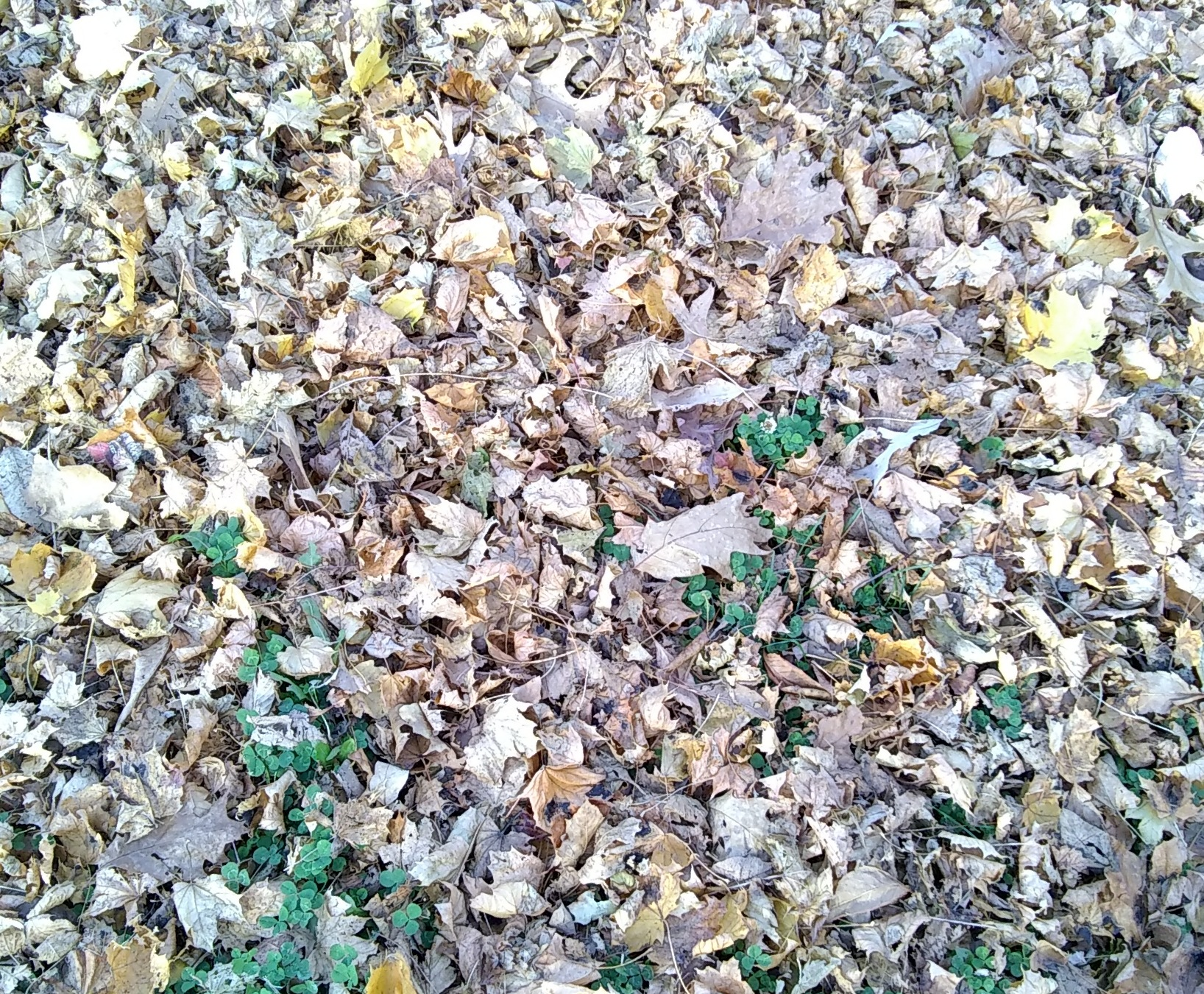
برگ درختان در پاییز
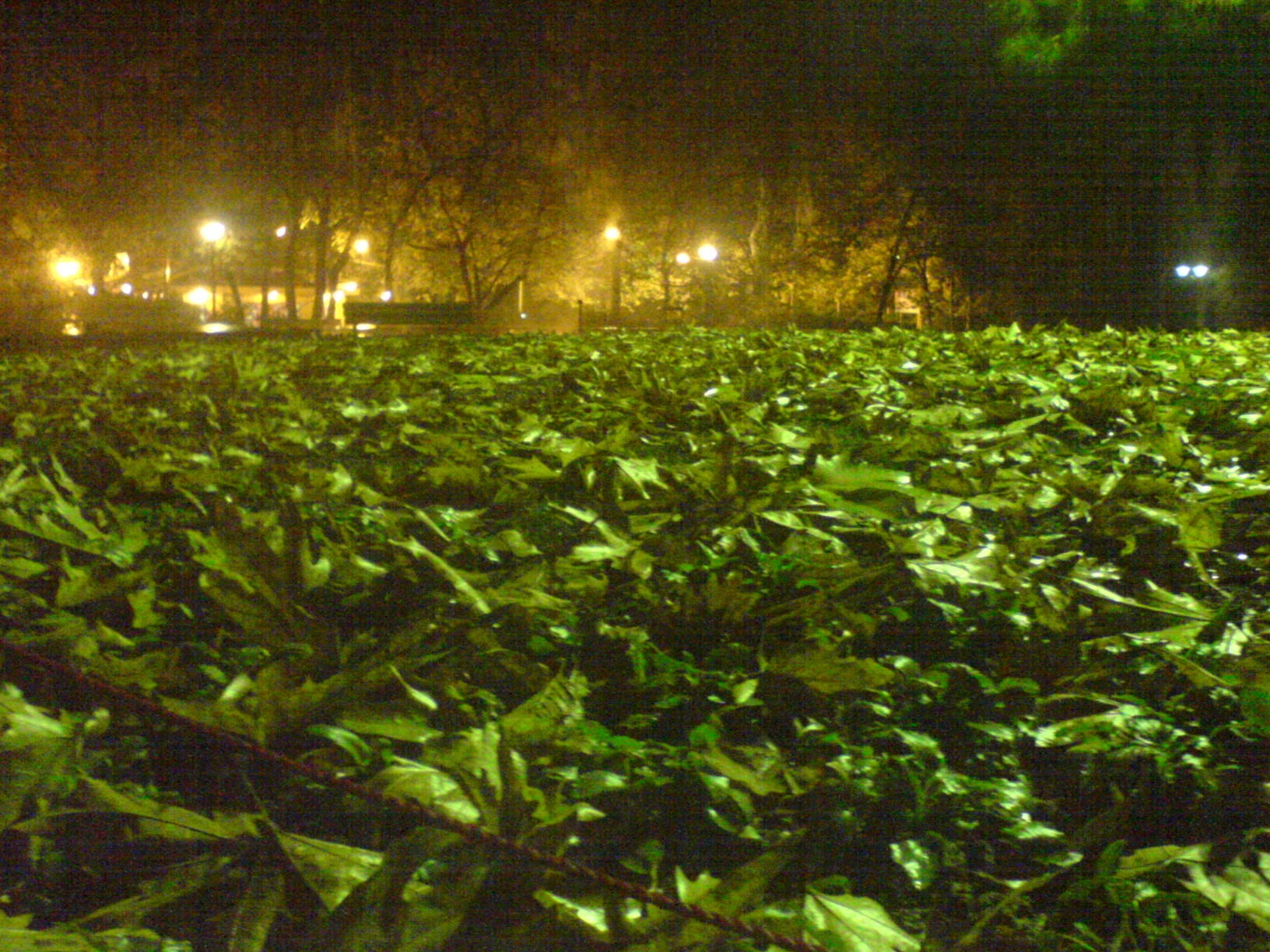
برگ بیشتر درختان در این فصل می‌ریزد.
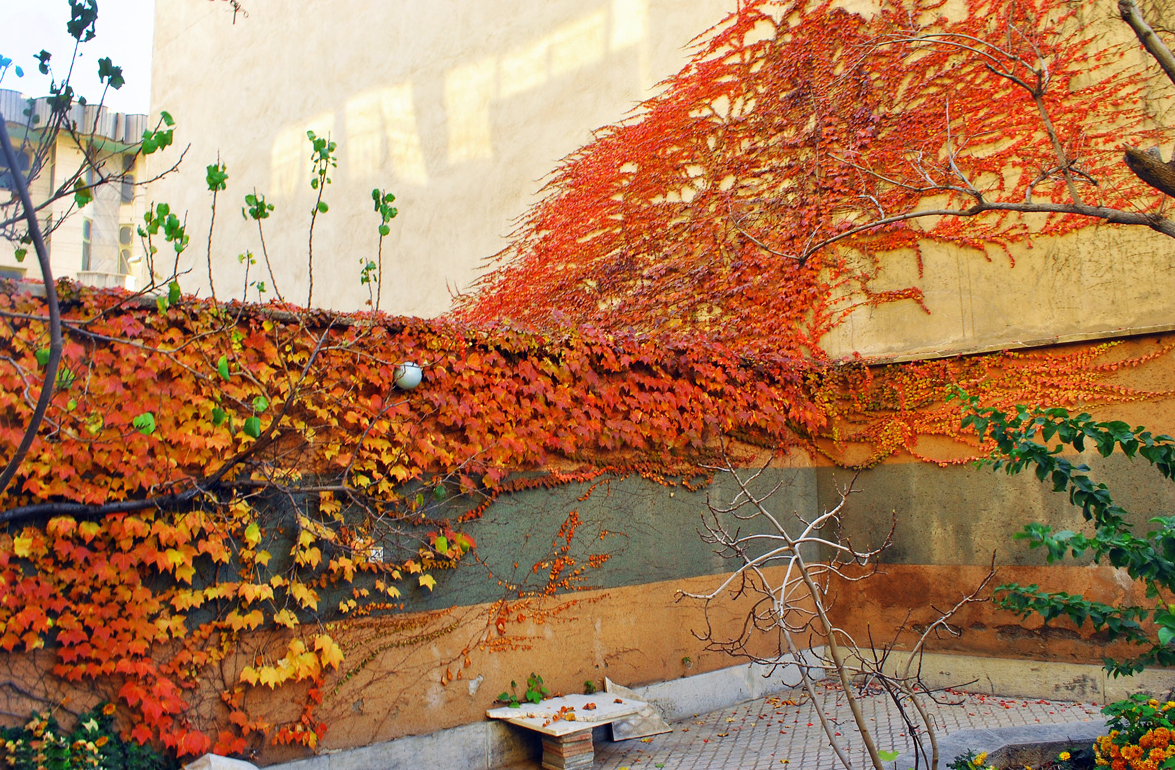
تغییر رنگ برگ گیاهان در پاییز